# Padda
 Padda  é um género de aves pertencentes à família dos estrildídeos com distribuição natural restrita a ilhas do sudeste da Indonésia. O género englobava tradicionalmente duas espécies, hoje em dia incluidas no género Lonchura:
- Calafate - Padda oryzivora ou Lonchura oryzivora
- Pardal-de-timor - Padda fuscata ou Lonchura fuscata